# NGC 11
NGC 11は、アンドロメダ座の方角に存在する渦巻銀河である。1881年10月24日にエドゥアール・ステファンによって発見された。